# ماسيمو لوفيسو
ماسيمو لوفيسو (بالإيطالية: Massimo Loviso)‏ (9 أبريل 1984 ببنتيفوليو في إيطاليا - ) هو لاعب كرة قدم إيطالي في مركز الوسط. شارك مع منتخب إيطاليا تحت 20 سنة لكرة القدم ومنتخب إيطاليا تحت 21 سنة لكرة القدم. أما مع النوادي، فقد لعب مع نادي أسكولي ونادي ألساندريا ونادي بارما ونادي بولونيا ونادي تورينو ونادي كروتوني ونادي كريمونيسي ونادي ليتشي ونادي ليفورنو وايه إس دي سامبينديتيس كالتشيو ‏ ونادي غوبيو.

## وصلات خارجية
- ماسيمو لوفيسو على موقع قاعدة بيانات كرة القدم.إي يو (الإنجليزية)
- ماسيمو لوفيسو على موقع Soccerway.com (الإنجليزية)
- ماسيمو لوفيسو على موقع عالم كرة القدم.نت (الإنجليزية)
- ماسيمو لوفيسو على موقع AS.com (الإسبانية)